# Bandos
Bandos (bandoch, bandor) – dawna nazwa robotnika sezonowego wynajmującego się do pracy w rolnictwie, najczęściej latem i jesienią, w okolicach znacznie oddalonych od miejsca zamieszkania. 
Zjawisko rozwinęło się na początku XIX wieku i było związane z likwidacją poddaństwa. Na ziemiach polskich poddaństwo zlikwidowano na podstawie tzw. dekretu grudniowego wprowadzonego 21 grudnia 1807 roku przez władze Księstwa Warszawskiego. Bandosi wywodzili się przede wszystkim z bezrolnej oraz małorolnej ludności wsi. Po przeprowadzonym w 1864 roku uwłaszczeniu chłopów wychodźstwo przekształciło się w sezonową emigrację zarobkową, krajową lub zagraniczną. Najliczniejsze rzesze bandosów stanowili mieszkańcy przeludnionych wiosek małopolskich.
Bandosiarnia to pomieszczenie w budynku folwarku przeznaczone na wspólną sypialnię dla robotników (bandosów). Ze względu na marne warunki higieniczne bandosiarnia była synonimem miejsca brudnego i odrażającego. Bandosami nazywano również emigrantów udających się poza granice kraju na roboty sezonowe; problemowi temu Stefan Żeromski poświęcił utwór Słowo o bandosie (1908). Bandos jest też jednym z bohaterów opowiadania Dzikie ziele z tomu Ludzie stamtąd Marii Dąbrowskiej.